# 卡氏大花鮨
卡氏大花鮨，為輻鰭魚綱鱸形目鱸亞目鮨科的其中一種，分布於東大西洋的奈及利亞海域，體長可達30.1公分，為底棲性魚類，屬肉食性，生活習性不明。

## 擴展閱讀
維基物種上的相關：卡氏大花鮨